# Cyclopeplus castaneus
Cyclopeplus castaneus är en skalbaggsart som beskrevs av Pierre Émile Gounelle 1906. Cyclopeplus castaneus ingår i släktet Cyclopeplus och familjen långhorningar. Inga underarter finns listade i Catalogue of Life.